# Испанско-украинские отношения
Испанско-украинские отношения — двусторонние дипломатические отношения между Испанией и Украиной.

## История
31 декабря 1991 года Испания признала независимость Украины. 27 января 1992 года установила с ней дипломатические отношения. В том же году было открыто Посольство Испании на Украине, а в 1995 году открылось Посольство Украины в Испании.
В V веке с украинских степей до испанских земель пришли сарматские племена аланов. В союзе с германским племенем свевов они основали в Галисии Королевство свевов, а также в Южной Испании Аланское государство.
В VI веке Пиренейский полуостров захватили вестготы. Это была одна из ветвей готского народа, которая после потери собственного государства на Украине мигрировала в Средиземноморье, где заложила Итальянское и Испанское королевство.
В начале VII века испанские территории были завоеваны мусульманами. Часть войска завоевателей составляли рабы, так называемые сакалибы (славяне), набранные из Восточной Европы. В XI веке, после распада Кордовского халифата, некоторые рабы-воины стали руководителями эмиратов Тайфа в Испании.
Во время Тридцатилетней войны украинские казаки участвовали на стороне католического испанско-португальского союза против протестантской коалиции, поддерживаемой Османской империей и Русским царством.
В ходе Гражданской войны в Испании в 1930-х годах Украинская рота, набранная из западноукраинских коммунистов, воевала на стороне Испанской республики в составе интербригад. Бывшие военные УНР поддерживали испанских националистов под руководством Франсиско Франко, которые потеряли свою родину в борьбе с коммунизмом.

### Современная история
31 декабря 1991 года правительство Испании признало Украину как независимое государство.
Дипломатические отношения между Украиной и Королевством Испания были установлены 30 января 1992 путём подписания в Праге совместного коммюнике. В августе 1992 года начало работу в Киеве постоянное дипломатическое представительство Испании на Украине. В июне 1995 года было открыто Посольство Украины в Мадриде.
Дальнейшему развитию двусторонних отношений способствовал визит министра иностранных дел Испании Франсиско Фернандеса Ордоньеса 23 апреля 1992 года. Во время этого визита стороны подписали меморандум о консультациях между правительствами двух стран, который предусматривал, в частности, периодическое обсуждение международных вопросов, темы разоружения и двусторонних отношений.
8 февраля 1994 года с официальным визитом Испанию посетил министр иностранных дел Испании Анатолий Зленко, которого сопровождала группа украинских предпринимателей. Украинского министра принял король Испании Хуан Карлос I, состоялись встречи с председателем правительства Испании Фелипе Гонсалесом и другими министрами. В ходе визита был парафирован текст Договора о дружбе и сотрудничестве между двумя государствами.

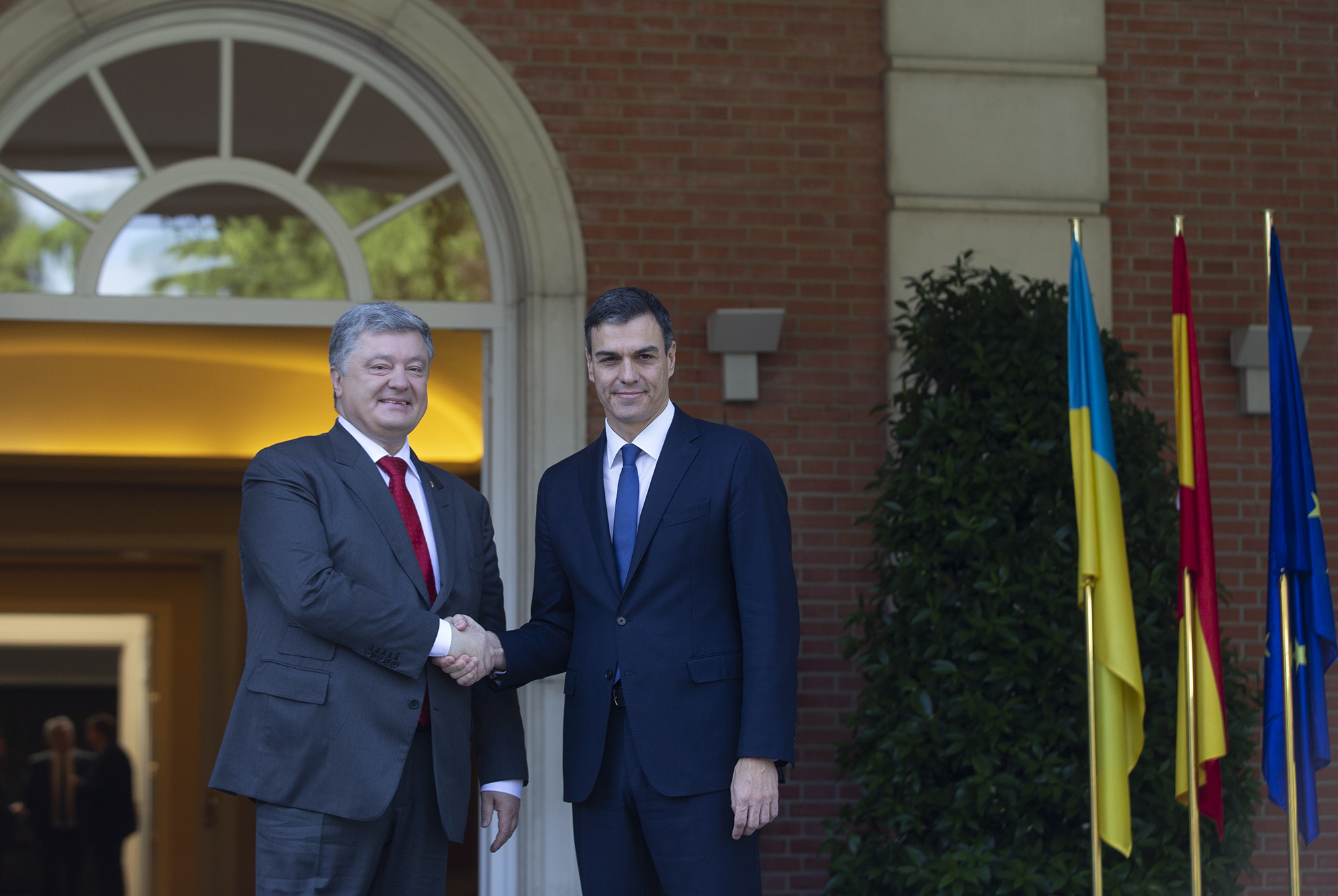
Встреча президента Украины Петра Порошенко и председателя правительства Испании Педро Санчеса. Мадрид, Дворец Монклоа, 4 июня 2018 года

Важным событием двусторонних отношений стал государственный визит в Испанию президента Украины Леонида Кучмы, который состоялся 7 октября 1996 года.
Во время этого визита был подписан ряд двусторонних соглашений: Договор о дружбе и сотрудничестве между Украиной и Испанией, Соглашение об экономическом и промышленном сотрудничестве, Соглашение о воздушном сообщении, соглашение о сотрудничестве в области образования, науки и культуры, Соглашение о социальном обеспечении граждан.
Президента Украины Леонида Кучму принял Король Испании Хуан Карлос, который подтвердил поддержку Испании будущей интеграции Украины в ЕС, а также положительно оценил подписание 14 января 1994 года президентами трёх государств (Украина, США и России) трёхстороннего заявления, согласно которой Украина, в частности, подтвердила свё обязательство присоединиться к Договору о нераспространении ядерного оружия. В ходе визита состоялась встреча президента Украины Леонида Кучмы с председателем правительства Испании Хосе Марией Аснаром, а также с руководителями внешнеполитических ведомств двух стран.
6—7 ноября 2001 года состоялся визит в Украину министра иностранных дел Испании Хосепа Пике-и-Кампса, который провёл встречи с министром иностранных дел Украины Анатолием Зленко, президентом Леонидом Кучмой и премьер-министром Анатолием Кинахом. Глава испанской дипломатии заверил украинское руководство, что Испания в ходе своего председательства в ЕС в первом полугодии 2002 года приложит максимальные усилия для политического и экономического сближения Украины с европейскими структурами. В ходе визита Хосепа Пике в Киев было также подписано соглашение о научно-техническом сотрудничестве между Украиной и Испанией.
Постепенно развивалось межпарламентское сотрудничество. В марте 2007 года, впервые в истории двусторонних отношений, в Конгрессе депутатов Испании была создана Группа дружбы с Украиной. На Украине было с благодарностью воспринято решение Конгресса депутатов от 30 мая 2007 о чествовании памяти жертв Голодомора на Украине 1932—1933 годов по случаю годовщины трагедии.
Обмен визитами министров иностранных дел Украины и Испании на протяжении 2007 года создал предпосылки для выведения двусторонних отношений на новый уровень.
5 июля 2007 года состоялся визит на Украину министра иностранных дел и сотрудничества Испании Мигель Анхель Моратиноса в качестве действующего председателя ОБСЕ. Во время пребывания в Киеве Моратинос встретился с президентом Украины Виктором Ющенко, вице-премьер-министром Николаем Азаровым и министром иностранных дел Арсением Яценюком. Кроме тематики ОБСЕ, в ходе официальных встреч обсуждался широкий круг вопросов двусторонних отношений.
16—17 ноября 2007 года состоялся рабочий визит в Испанию министра иностранных дел Украины Арсения Яценюка. Во время визита Яценюк провёл переговоры и встречи с министром иностранных дел и сотрудничества Испании Мигелем Анхелем Моратиносом, заместителем председателя Конгресса депутатов Испании, председателем группы дружбы с Украиной Игнасио Хилем Ласаро, принял участие в работе украинского-испанского бизнес-форума, а также встретился с представителями украинской общины и руководителями украинских организаций, действующих в Испании.
В 2008 году министры иностранных дел Украины и Испании Владимир Огрызко и Мигель Анхель Моратинос встречались в рамках 63-й сессии Генеральной Ассамблеи ООН (25 сентября), а также во время заседания Комиссии НАТО — Украина в Брюсселе (3 декабря).
2—3 ноября 2009 года министр иностранных дел и сотрудничества Испании Мигель Анхель Моратинос совершил официальный визит на Украину, в ходе которого провёл встречи и переговоры с президентом Украины Виктором Ющенко, председателем Верховной рады Владимиром Литвиным, вице-премьер-министром Григорием Нэмыря, министром иностранных дел Петром Порошенко. По результатам переговоров руководителей внешнеполитических ведомств Украины и Испании было подписано совместное заявление, в котором зафиксирована настроенность сторон к интенсификации политического диалога, укрепления сотрудничества по всем направлениям, а также дальнейшего расширения договорно-правовой базы.
В 2009 году в Киеве состоялись украинские-испанские политические консультации с участием заместителя министра иностранных дел Украины Константина Елисеева и генерального директора по вопросам внешней политики МИД Испании А. Лусине, а также двусторонние консультации по европейским вопросам на уровне директоров департаментов.
Важное значение в контексте европейской интеграции Украины во время испанского председательства в ЕС в первом полугодии 2010 года имел визит в Мадрид министра иностранных дел Украины Петра Порошенко 11 января, в ходе которого состоялись переговоры с главой МИД Испании Мигелем Анхелем Моратиносом и встреча с Королем Испании Хуаном Карлосом I. По результатам переговоров Моратинос выразил готовность испанской стороны способствовать дальнейшему укреплению сотрудничества между Украиной и ЕС во время председательства Испании в ЕС. Основным итогом визита стало подписание Соглашения о взаимном признании и обмене национальных водительских удостоверений.
В 2010 году министр иностранных дел Украины Константин Грищенко провёл две встречи с главой МИД Испании Мигелем Анхелем Моратиносом, в частности в рамках Конференции по рассмотрению действия Договора о нераспространении ядерного оружия (3 мая, Нью-Йорк) и 65-й сессии Генеральной Ассамблеи ООН (25 сентября).

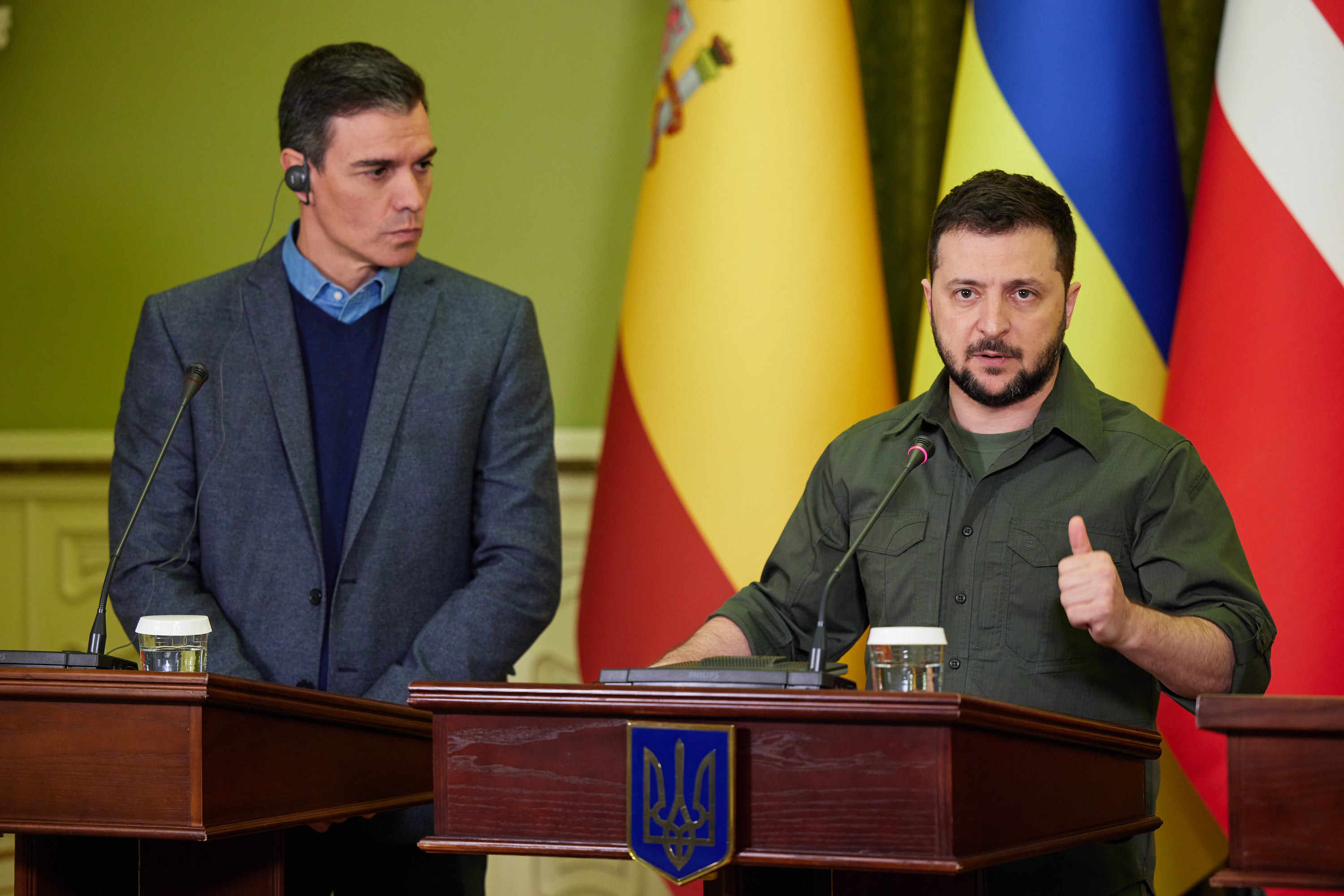
Президент Украины Владимир Зеленский и премьер-министр Испании Педро Санчес 21 апреля 2022 года

В январе 2022 года, в разгар российско-украинского кризиса, премьер-министр Испании Педро Санчес заявил о поддержке «суверенитета и территориальной целостности» Украины. 21 февраля Санчес осудил признание Россией ЛНР и ДНР, пообещав скоординированный ответ вместе с партнёрами Испании. 25 февраля, спустя день после начала полномасштабного вторжения России на Украину, последние оставшиеся сотрудники посольства Испании в Киеве уехали в колонне, направлявшейся на запад Украины.
Помимо гуманитарной помощи, правительство Испании одобрило поставку на Украину партий летальной помощи, в том числе 1370 противотанковых гранатомётов. Министерство интеграции, социальной защиты и миграции Испании открыло центры для украинских беженцев в Посуэло-де-Аларкон, Барселоне, Аликанте и Малаге, удовлетворив около 40 000 заявлений о временной защите в течение первых трёх недель конфликта. Во время видеоконференции перед Конгрессом депутатов Испании президент Украины Владимир Зеленский поблагодарил испанские компании, которые прекратили вести бизнес в России, и призвал компании Maxam Explosives, Porcelanosa и Sercobe сделать то же самое.
18 апреля Педро Санчес объявил о скором открытии посольства в Киеве. 21 апреля он отправился в Киев, где встретился с Зеленским и объявил об отправке на Украину более 200 тонн военной техники через Польшу на корабле «Изабель» (А-06). 22 апреля вновь открылось посольство Испании в Киеве.
30 ноября сотрудник посольства Украины в Мадриде был ранен, когда взорвалось предположительно письмо, якобы предназначенное для посла Украины Сергея Погорельцева.

## Украинская диаспора в Испании
Формирование украинской диаспоры в Испании началось после Второй мировой войны. Первая группа украинцев прибыла в Испанию в конце 1946 года из лагеря перемещённых лиц в Римини (Италия). Это были молодые люди студенческого возраста, которые благодаря помощи Ватикана и Красного креста получили от испанского правительства согласие на продолжение своего обучения в Испании. В феврале 1947 года прибыла вторая группа. В обеих группах было 25 человек. Ими весной 1947 года была основана «Украинская студенческая община в Испании», которую возглавлял Юрий Карманин. Она просуществовала почти 20 лет, первые 6-7 лет для неё были наиболее активными и успешными. Впоследствии численность общины постепенно уменьшилась, главным образом из-за выезда её членов в США и Канаду.